# Frampton, Dorset
Frampton är en ort och civil parish i Storbritannien.   Den ligger i kommunen Dorset och riksdelen England, i den södra delen av landet, 190 km sydväst om huvudstaden London. Frampton ligger 86 meter över havet och antalet invånare är 524.
Terrängen runt Frampton är huvudsakligen platt. Frampton ligger nere i en dal. Runt Frampton är det ganska tätbefolkat, med 86 invånare per kvadratkilometer. Närmaste större samhälle är Dorchester, 7,9 km sydost om Frampton. Trakten runt Frampton består till största delen av jordbruksmark.